# Phaenostictus
Phaenostictus is een geslacht van vogels uit de familie Thamnophilidae (miervogels). Het geslacht telt één soort:
- Phaenostictus mcleannani  –  McLeannans miervogel